# Pierre Boncenne (homme politique)
Pierre Boncenne (14 septembre 1774, Poitiers - 22 février 1840, Poitiers) est un juriste et homme politique français.

## Biographie
Après avoir suivi ses études à Poitiers, il entre dans l'armée, s'y distingue, et devient aide de camp du général Desclozeaux. Il quitte ensuite l'armée pour le barreau et s'improvise défenseur officieux.
Ses premiers essais devant les conseils de guerre et les commissions militaires l'engagent à compléter son éducation juridique, il travaille avec ardeur et succès ; sa réputation et son savoir lui valurent une place de professeur suppléant à la Faculté de droit de Poitiers en 1806.
Nommé conseiller de préfecture en 1815, il est élu représentant de la Vienne à la Chambre des Cent-Jours le 11 mai de la même année.
Rendu à la vie privée après cette courte législature, il reprend ses occupations d'avocat et de professeur, plaide des causes importantes et est nommé professeur titulaire de procédure civile et de législation criminelle le 24 juin 1822 ; il commence alors son grand ouvrage sur la Théorie de la procédure civile, que la mort l'oblige de laisser inachevé.
Doyen de la faculté de droit de Poitiers en 1829, décoré de la croix de chevalier de la Légion d'honneur en 1831, il siège, sous la Restauration et le gouvernement de Juillet, au conseil général de la Vienne.